# Lumijoki
Lumijoki [ˈlumijɔki] ist eine Gemeinde im Nordwesten Finnlands.
Sie liegt auf halber Strecke je rund 40 km entfernt zwischen den Städten Oulu und Raahe an der Küste des Bottnischen Meerbusens. Die Gemeinde hat eine Küstenlänge von rund 38 km. Benannt ist der Ort nach dem Fluss Lumijoki, dem einzigen finnischen Fluss, der in West-Ost-Richtung fließt und dennoch in der Ostsee mündet.
Die erste urkundliche Erwähnung Lumijokis stammt aus dem Jahr 1496, als russische Truppen den Ort plünderten. Über Jahrhunderte gehörte das Dorf zur Nachbargemeinde Liminka, 1867 wurde es als Gemeinde selbständig. Neben dem Kirchdorf Lumijoki umfasst die Gemeinde die Orte Hirvasniemi, Lapinkylä, Korvenkylä, Varjakka und Ylipää. Rund ein Drittel der Bevölkerung lebt von der Landwirtschaft, bedeutende Arbeitgeber sind weiterhin die Gemeindeverwaltung, das Windkraftwerk der Firma Lumituuli, sowie einige mittelständische Industrie- und Dienstleistungsbetriebe.
Eine eigene Kirche hatte der Ort seit dem frühen 17. Jahrhundert, sie wurde jedoch 1814 abgerissen und durch einen größeren Bau ersetzt, doch brannte dieser 1882 nach einem Blitzschlag ab. Die neue Kirche wurde 1886–90 nach Plänen des Architekten John Lybeck erbaut und fasst rund 1000 Personen. Zum Altarschatz zählt ein vergoldeter Abendmahlskelch aus dem Jahr 1751, der 1783 geraubt wurde und als verloren galt, bis er 1918 in den finnischen Ostkriegszügen von finnischen Truppen im russischen Weißkarelien wieder aufgefunden wurde. 1923 wurde der Kelch wieder der Kirchengemeinde übereignet.
Zu den Sehenswürdigkeiten zählt weiterhin das trockengelegte Postdampfboot HL Hailuoto im Fischerdorf Varjakka, das zwischen 1920 und 1968 den Verkehr zwischen Oulu und der Insel Hailuoto bediente. Heute beherbergt es sommers ein Café.

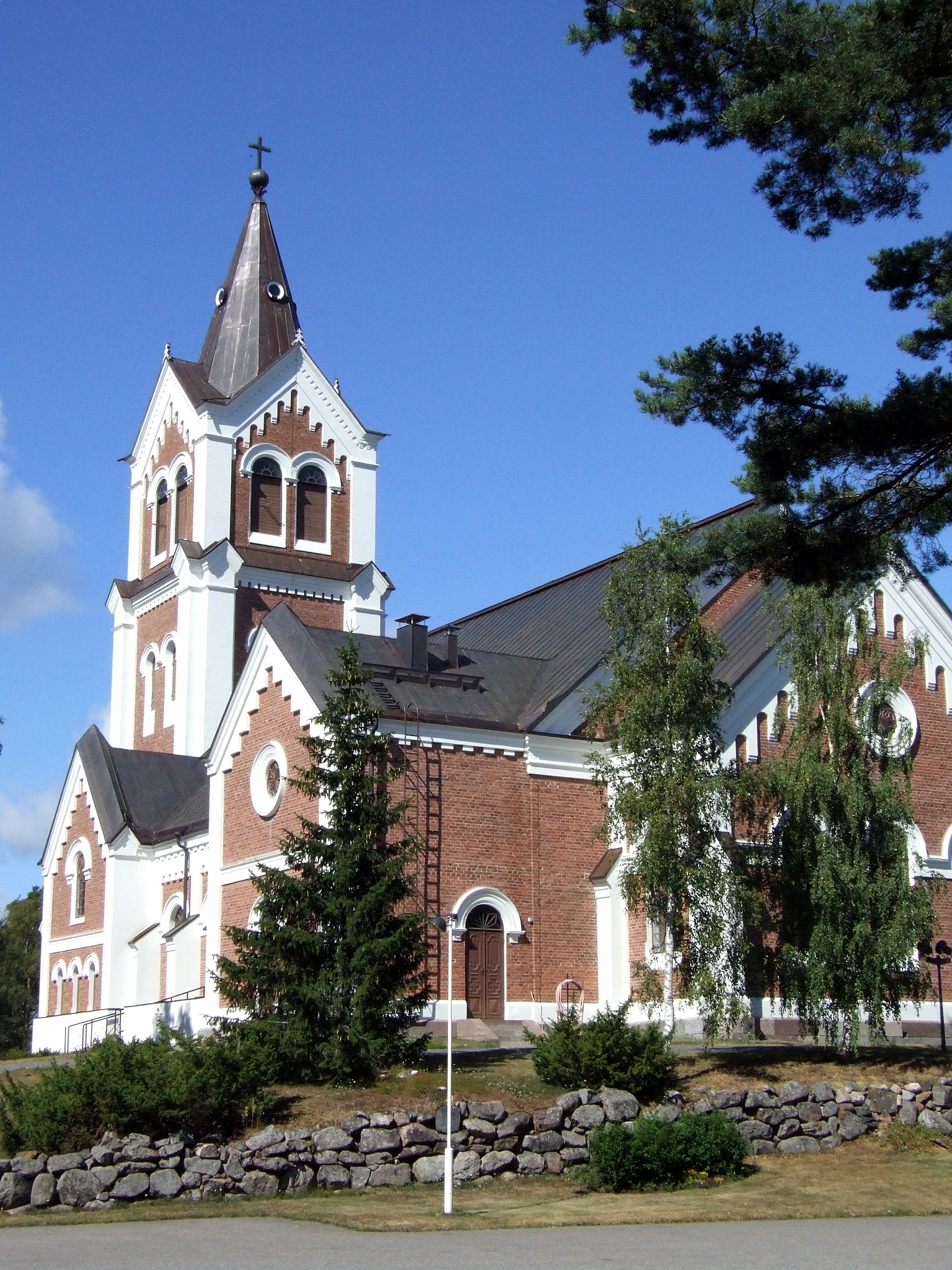
Die Kirche von Lumijoki
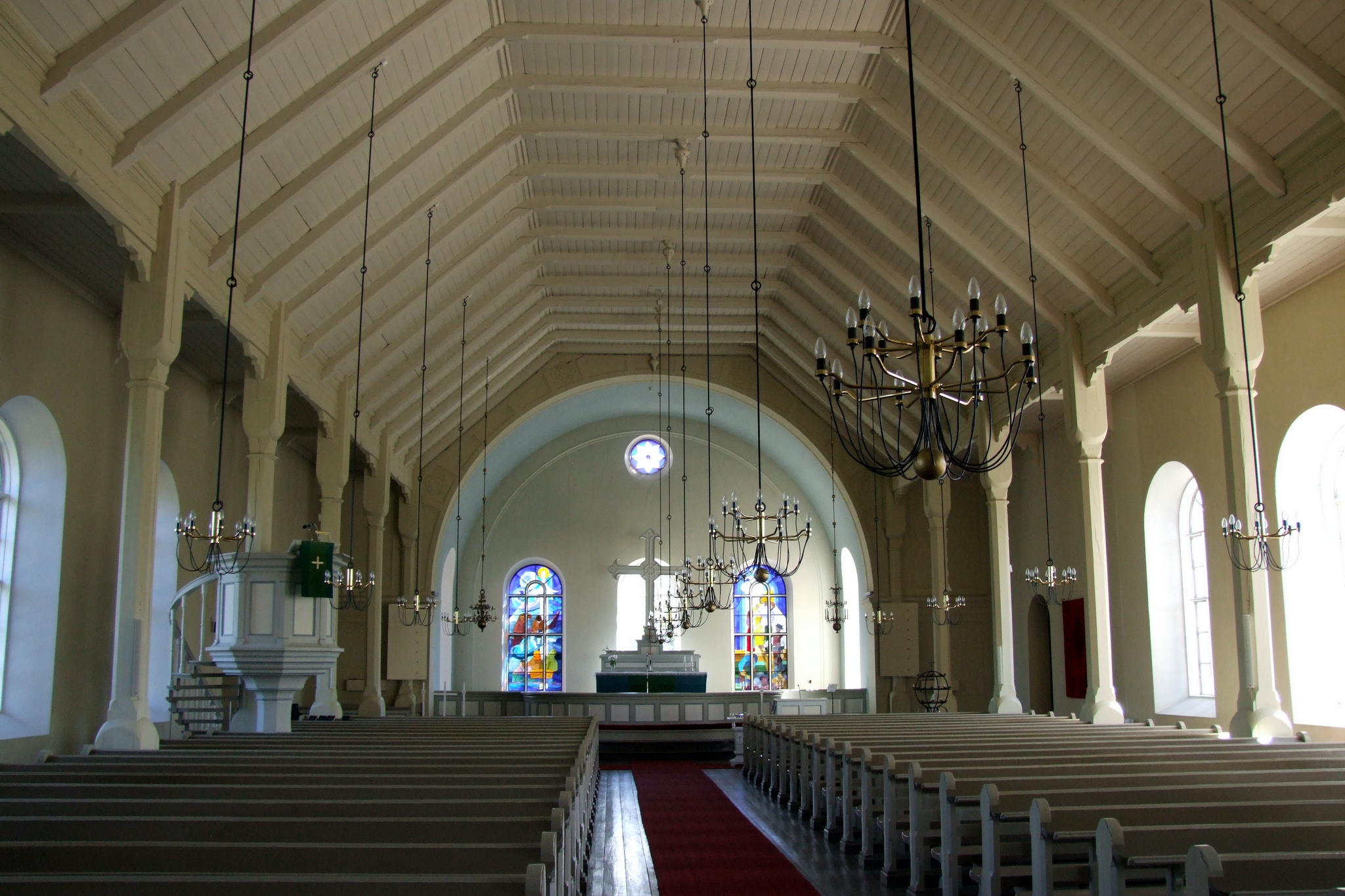
Innenraum
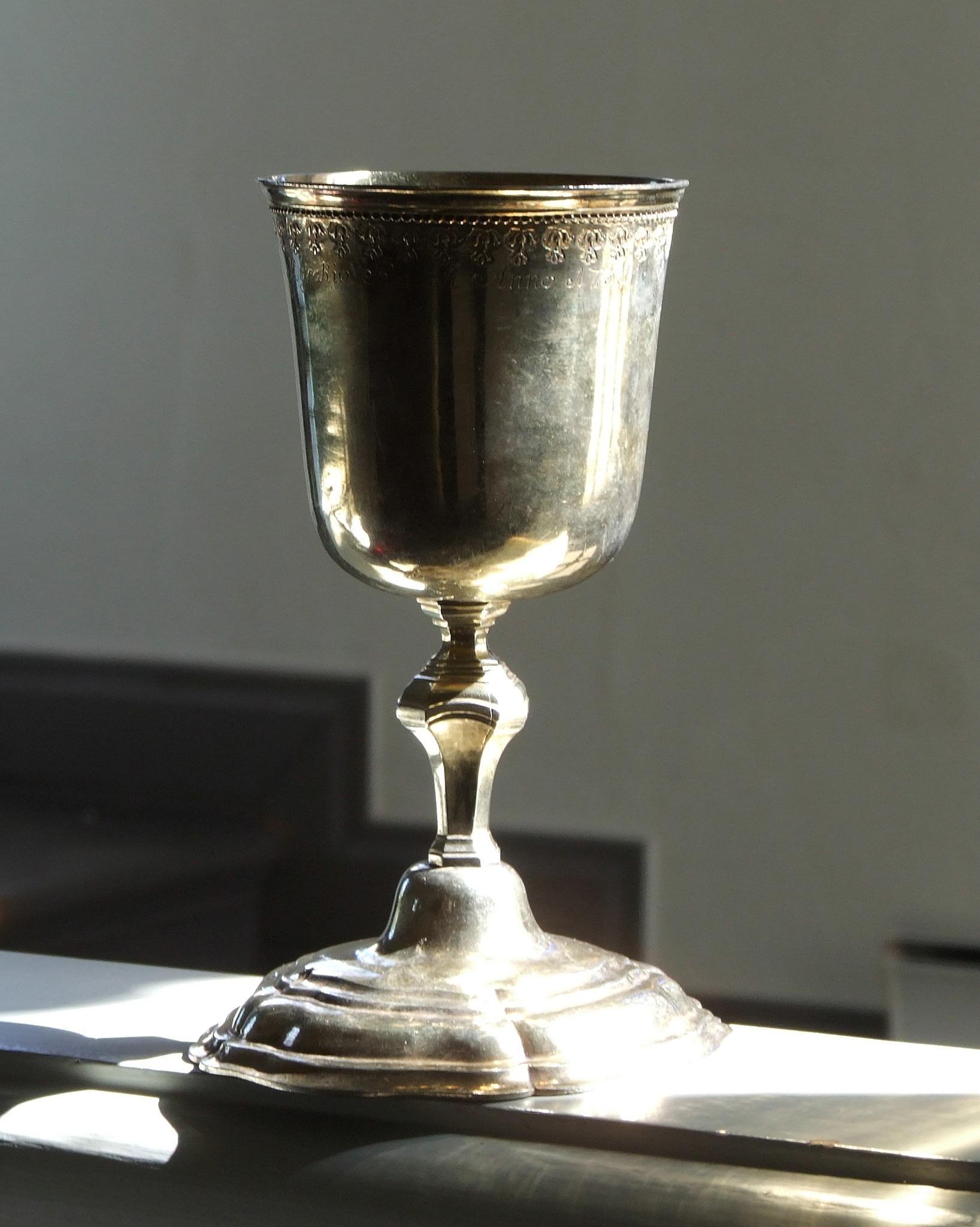
Abendsmahlkelch (1751)
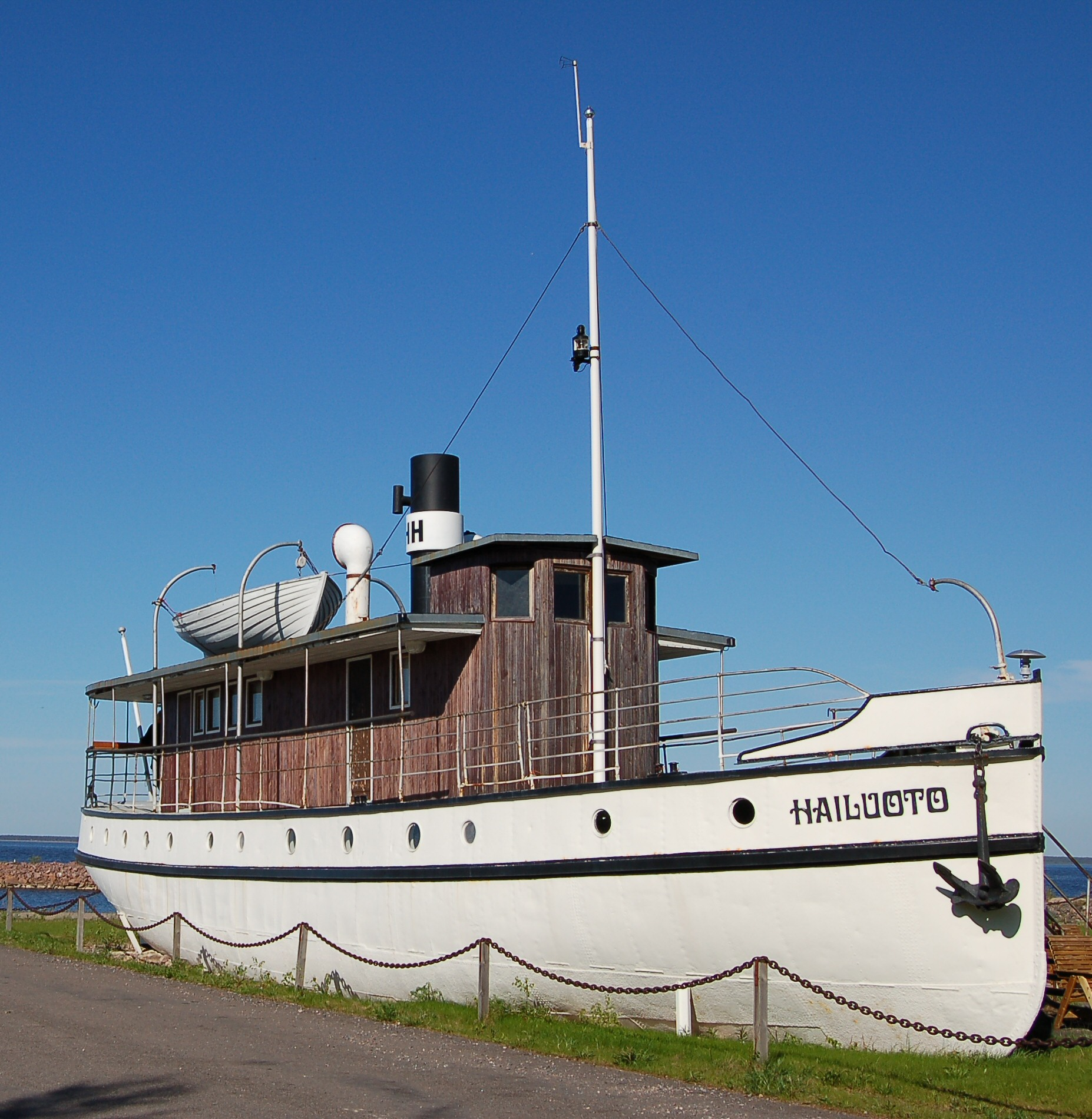
Die HL Hailuoto

## Politik
Gemeinderat
Die dominierende politische Kraft im ländlich geprägten Lumijoki ist die Zentrumspartei. Bei der Kommunalwahl 2012 erhielt sie gut zwei Drittel der Stimmen und erzielte so eines ihrer finnlandweit besten Ergebnisse. Im Gemeinderat stellt sie 15 von 21 Abgeordneten. Zwei Sitze konnte die konservative Nationale Sammlungspartei erringen. Drei Mandate erhielt das Linksbündnis eines die rechtspopulistischen Wahren finnen. Die Sozialdemokraten traten zur Wahl hingegen ebenso wie die bisher im Gemeinderat vertretene Kommunistische Partei gar nicht erst an.
| Partei                    | Wahlergebnis 2012 | Sitze   |
| ------------------------- | ----------------- | ------- |
| Zentrumspartei            | 67,4 % (−2,1)     | 15 (+3) |
| Linksbündnis              | 13,2 % (+0,2)     | 3 (+1)  |
| Nationale Sammlungspartei | 11,5 % (−0,5)     | 2 (±0)  |
| Wahre Finnen              | 7,9 % (+7,9)      | 1 (+1)  |
| Kommunistische Partei     | 0,0 % (−5,6)      | 0 (−1)  |